# 쿼리베이역
쿼리베이역 (Quarry Bay) 또는 작위충역 (중국어 정체자: 鰂魚涌)은 홍콩섬 북부 쿼리베이에 위치한 홍콩 지하철 공도선과 정관오선의 환승역이다. 역 상징색은 옥색이다.
1번과 2번 승강장은 킹스로와 팍북로를 따라 그 지하에 위치해 있으며, 3번과 4번 승강장은 킹스로에서 모우판췬 남단에 자리잡고 있다.

## 역사
1980년대 초 공도선 건설과 함께 공사에 들어갔으며, 7만 세제곱미터 크기의 기반암을 파내고 2만 8천 세제곱미터 규모의 콘크리트를 부어 승강장 두 개를 조성하였다. 이후 1985년 5월 31일 공도선 1단계 구간 개통과 함께 영업에 들어갔다. 1989년에는 기존의 승강장과 더불어 3, 4번 승강장의 확장공사가 이뤄졌는데, 빅토리아항을 가로지르며 가우룽과 홍콩섬 북부를 잇는 동구해저수도의 개통과 함께 군통선 승강장으로 사용되기 시작, 군통선의 시종착역이자 환승역 역할을 맡게 되었다.
문제는 홍콩 지하철에서 도항하는 노선이 췬완선의 감중-짐사저이 구간과 군통선의 야우통역과 이 역 사이 구간이 유일하였으므로, 페리를 이용하지 않으려는 서부 홍콩섬 승객 수요은 모두 이 역에 몰렸다는 점이었다. 1990년대 중반에는 시간당 3만 명이 이용했을 정도로 극심한 혼잡을 이루어, "포화 직전"이라는 말까지 나오게 되었다. 이 때문에 만원 열차 문제를 덜기 위해 쿼리베이역보다 앞서 열차를 빠지게 하려는 긴급계획이 세워졌으며, 영구적인 문제 완화를 위한 건설 방안도 계획에 나섰다. 이러한 쿼리베이역 혼잡완화 공사는 2001년 9월 27일부로 마무리되어, 군통선을 박곡역까지 연장해 중완 방면 승객의 환승 선택지를 두개로 늘려 더 쉽게 이동할 수 있도록 하였다. 2002년 8월 4일에는 군통선 승강장이 새롭게 개통된 정관오선 승강장으로 바뀐 채로 운행을 재개하였다.

## 역 구조
쿼리베이역의 특이사항은 해발고도 기준으로 홍콩 지하철의 모든 역 중에서도 가장 깊은 지점에 위치해 있다는 것인데, 이는 정관오선 터널이 빅토리아항을 건너온 데 따른 환경 여건이다. 또한 역출구의 고도를 기준으로 삼아도 최고 깊이가 37m로, 홍콩대학역, 사이잉푼역에 이어 제일 깊은 편에 속한다. 하지만 역 대합실 자체는 지상에 위치해 있어 문밖으로 나오면 바로 길거리이기 때문에, 대합실과 승강장을 잇기 위한 수단으로 에스컬레이터 4대에 수많은 지하보도가 설치되어 있다. 대합실에서 정관오선 승강장까지 걸어가는 데 걸리는 시간만 5분이기 때문에, 마지막 열차가 역을 떠나기 7분 전까지는 개찰구를 통과해야 하며 이를 넘기면 이용이 불가능하다. 다른 역이 그 기준을 5분 전으로 잡는 것과는 차이가 있는 것이다.
1번과 2번 승강장이 먼저 지어지고 3번과 4번 승강장이 그 다음에 추가로 지어졌기 때문에 평행환승은 할 수 없다. 두 노선 간에 환승을 위해서는 긴 지하보도와 에스컬레이터 두 대를 타서 반대쪽 노선 승강장으로 넘어가야 하는데 이 역시 도보로 5분 정도 걸린다.
이렇듯 역 구조 자체가 불편한 환경인데다, 이용 승객규모도 여전히 증가했던 추세였기에, 2001년 항철공사에서 쿼리베이 혼잡완화 계획에 나선 것이다. 군통선을 서쪽의 박곡역까지 연장해 평행환승이 가능토록 하고, 3,4번 승강장을 정관오선으로 전환하여 박곡역까지 잇도록 하는 조치였다.
| G         | 킹스로 대합실              | 출구, 피니가로 향하는 고가교                                                              |  |
| L1        | 모델 레인 대합실           | 출구, 고객센터, MTR 샵                                                                    |  |
| L2 승강장 | 승강장 1                   | → 공도선 차이완 방면 (다이구) →                                                           |  |
| L2 승강장 | 섬식 승강장, 오른쪽문 열림 |                                                                                           |  |
| L2 승강장 | 승강장 2                   | ← 공도선 케네디타운 방면 (박곡)                                                           |  |
| L3 승강장 | 승강장 3                   | → 정관오선 보우람 방면 (야우통) → → 정관오선 로하스파크 방면 - 피크시간대 한정 (야우통) → |  |
| L3 승강장 | 섬식 승강장, 오른쪽문 열림 |                                                                                           |  |
| L3 승강장 | 승강장 4                   | ← 정관오선 박곡 방면 (종착역)                                                             |  |

### 출구
- A:  킹스로, 타이구퐁
- B:  피니가
- C:  모델 레인, 하버플라자 박곡점[5]

A출구와 B출구는 같은 대합실로 연결되며, C출구 쪽 대합실과는 분리되어 있다.

### 가게
- 서클 K 미니스토어
- 항셍은행 ATM기
- 중국은행 ATM기 (2대)
- 맥심스 케이크
- 기타 포토부스, 자판기

## 갤러리
- 2번 승강장 (케네디타운 방면)
- 4번 승강장 (박곡 방면)
- C출구